# Lego Indiana Jones: The Original Adventures
Lego Indiana Jones: The Original Adventures, también conocido en España como Lego Indiana Jones: La Trilogía original, es un videojuego de acción y aventura que sirve como la adaptación de la saga Indiana Jones al mundo de LEGO, desarrollado por Lucas Arts y Traveller's Tales. El juego supuso la primera innovación de esta clase de videojuegos tras el desarrollo de la saga Lego Star Wars. A su vez, el videojuego también pudo aprovechar el estreno de la cuarta entrega de Indiana Jones para poder aumentar su comercialización en 2008. Entre ambos, también se comercializó "Lego Batman: El Videojuego".
El juego adapta los eventos de la primera trilogía de películas. Sin embargo, al igual que la serie de Lego Star Wars, algunas escenas de la película se modificaron para permitir el modo cooperativo, volverse más familiares, o simplemente proporcionar un alivio cómico al jugador.

## Argumento y jugabilidad
En este videojuego, son jugables las tres primeras entregas de la saga Indiana Jones: Raiders of the Lost Ark, The Temple of Doom y La última cruzada. Seis niveles de aproximadamente 20 minutos de duración corresponden a cada una de las entregas. Se respetan la mayoría de los hechos transcurridos en las películas, pero algunos son modificados para compaginar la acción y el guion, sin llegar a formar un bucle de irregularidades. De esta manera, los niveles correspondientes a la tercera entrega de la saga, son alargados, y esto se puede apreciar en la misión "Las 3 pruebas", donde cada una de ellas, que tienen una duración de aproximadamente 1 minuto de duración en la película, en el videojuego toman una duración de unos 10 minutos aproximadamente.
También se repite el poder recoger "piezas de tesoro", repartidas en decenas por cada uno de los niveles. En esta ocasión, a diferencia de Lego Star Wars, que permitía visualizar las naves en un hangar, podemos ver los tesoros en el museo, situado a la izquierda de la recepción de la universidad. Al conseguir un gran número, se puede desbloquear una misión extra, la inicial de la película Indiana Jones y la última cruzada, protagonizada por River Phoenix. También se puede desbloquear un extracto de la película Indiana Jones y el Reino de la calavera de cristal, donde se puede jugar en el Área 51. El último extra disponible es la llamada "Ciudad del millón", donde se puede recorrer un amplio lugar donde el jugador puede enfrentarse a enemigos diversos, y finaliza al alcanzar el millón de piezas lego.

## Personajes
- Indiana Jones
- Satipo
- Jock
- Marion
- Indiana Jones (Desierto)
- Marion (Cairo)
- Sallah (Desierto)
- Marion (Traje de noche)
- Indiana Jones (Disfraz del ejército)

- Marion (Camisón)
- Indiana Jones (Traje de chaqueta)
- Willie
- Short Round
- Willie (Tarde)
- Indiana Jones (Kali)
- Willie (Ceremonia)
- Indiana Jones (Catedrático)
- Elsa
- Brody
- Henry Jones
- Sallah (Fez)
- Indy Joven
- Boy Scout
- Miembro de la tribu Hovitos
- Barranca
- Belloq (Jungla)
- Guía de la jungla
- Comandante Toht
- Coronel Dietrich
- Guardia enemigo (Montañas)
- Soldado bazuca (Saqueadores)
- Sherpa peleón
- Sherpa artillero
- Bandido enmascarado
- Espadachín bandido
- Soldado enemigo (Desierto)
- Oficial enemigo
- Hombre Mono
- Indiana Jones (Disfraz del desierto)
- Belloq
- Oficial enemigo (Desierto)
- Bandido
- Boxeador enemigo
- Capitán Katanga
- Primer Oficial
- Belloq (Ropaje)
- Guardia enemigo
- Kao Kan
- Wu Han
- Lao Che
- Chen
- Bailarina
- Maharajá
- Asesino de Pankot
- Guardia de Pankot
- Sabio del pueblo
- Dignatario del pueblo
- Willie (Traje de chaqueta)
- Willie (Pijama)
- Chattar Lal
- Chattar Lal (Thuggee)
- Sacerdote Thuggee
- Thuggee
- Niño esclavo
- Tirano de esclavos Thuggee
- Mola Ram
- Oficial británico
- Soldado británico
- Comandante británico
- Kasim
- Mayordomo enemigo
- Operador de radio enemigo
- Soldado bazuca (Cruzada)
- Indiana Jones (Oficial)
- Elsa (Oficial)
- Coronel Vogel
- Piloto enemigo
- Kasim (Desierto)
- Elsa (Desierto)
- Walter Donovan
- Caballero del Santo Grial
- Fedora
- Han Solo

## Lego Batman
En todas las versiones del videojuego podemos apreciar la presencia de un tráiler de este próximo estreno, en inglés, situado en el menú principal del juego.

## Plataformas
- Playstation 2
- NDS
- Wii
- XBOX 360
- DVD (PC)
- Playstation 3 (relanzamiento)
- PSP

## Recepción
Las críticas del juego fueron en general positivas. IGN le dio al juego un 8/10 para las versiones de Nintendo DS, PS2 y Wii un 8,4/10 para las versiones de 360 y PS3 y un 7,7/10 para la versión de PSP, que es similar a los juegos de Lego Star Wars. X-Play le dio un 4 sobre 5, diciendo que tiene todo lo que un fanático de las películas podría desear, pero que no es tan divertido como Lego Star Wars. 

## Secuela
Su éxito produjo una continuación, Lego Indiana Jones 2: The Adventure Continues, donde se incluía la cuarta parte de la saga de películas, El Reino de la Calavera de Cristal, además de incorporar un modo extra de juego que permitía crear niveles propios y compartir su jugabilidad vía en línea. 